# Issac
Issac é uma comuna francesa na região administrativa da Nova Aquitânia, no departamento Dordonha. Estende-se por uma área de 22,88 km². Em 2010 a comuna tinha 443 habitantes (densidade: 19,4 hab./km²).